# 한국중고육상연맹
한국중고육상연맹(韓國中高陸上聯盟, Korea Junior Athletics Federations, KJAF)은 대한민국의 중학교 육상, 고등학교 육상을 관할하는 스포츠 행정 기구이다.

## 참고 문헌
- “대한체육회 회원종목단체 경영공시”. 대한체육회.
- “대한육상연맹 회원 단체”. 대한육상연맹.

## 같이 보기
- 대한민국의 육상
- 대한육상연맹
- 한국대학육상연맹
- 한국실업육상연맹